# Charles Picart de la Pointe
Charles Picart de La Pointe est un homme politique français né et décédé à une date inconnue.
Lieutenant de vénerie à La Charité-sur-Loire, il est député du tiers état aux États généraux de 1789 pour le bailliage de Saint-Pierre-le-Moûtier.

## Sources
- « Charles Picart de la Pointe », dans Adolphe Robert et Gaston Cougny, Dictionnaire des parlementaires français, Edgar Bourloton, 1889-1891 [détail de l’édition]